# Joseph Odermatt
Markus Josef Odermatt (Stans, 13 de marzo de 1966),  conocido por su nombre religioso Eliseo María de la Santa Faz y por su nombre papal como Pedro III, es el actual papa y líder de la Iglesia palmariana.

## Biografía
Odermatt nació en Stans, cantón de Nidwalden, en Suiza. Afirma ser descendiente de san Nicolás de Flüe. Ingresó en la organización en 1985 y trabajó durante dieciocho años como misionero en América del Sur. Fue "secretario de Estado" del grupo desde 2011 hasta 2016. En 2016 sucedió a Jesús Hernández y Martínez como papa de la Iglesia Palmariana, tomando el nombre papal de Pedro III. Esta organización tiene su sede en la Catedral-Basílica de Nuestra Madre del Palmar Coronada en el Palmar de Troya, provincia de Sevilla.
Unos meses después publicó una carta encíclica, en la que acusaba a su predecesor de desacreditar a su antigua Iglesia y de sustraer dos millones de euros a la Iglesia palmariana, además de varios bienes (entre ellos un BMW X6): posteriormente lo declaraba apóstata, excomulgado y declaraba nulos todos sus actos. Hernández niega los cargos de robo.
Odermatt disolvió el cuerpo de guardia papal instituido por su predecesor, considerándolo innecesario para su seguridad. En 2018 viajó por primera vez a los Estados Unidos para participar en Congreso Eucarístico, Mariológico y Joseológico.
Durante su mandato, la Iglesia Palmariana se ha hecho presente en Internet por primera vez, abriendo una página web, cuentas en Facebook, Instagram, Twitter, Pinterest, TikTok y un canal en YouTube.